# Hartli oscilator
U Hartli oscilatoru podešeno  (rezonantno kolo) kolo je povezano između elektrode i osnove pojačavača tranzistora. Što se tiče napona oscilatora, predajnik je povezan sa tačkom na podešenom kalemu kola. Povraćaj podešenog rezervoara kola je preuzet iz centralne tačke induktora namotaja, ili čak dva odvojena kalema u serijama, koje se paralelne sa promjenljivim kondenzatorom , kao što je na gornjoj slici prikazano.
Glavni nedostaci kola LC oscilatora su ti što nemaju sredstva za kontrolu amplitude oscilacija i, takođe, vrlo je teško podesiti oscilator na potrebnu frekvenciju. Ako je kumulativna elektromagnetna spojnica između L1 i L2 previše mala, onda neće biti dovoljno povratnih informacija, i oscilacije bi, na kraju, spale na nulu. Na isti način, da je povratna informacija previše jaka, oscilacije bi nastavile da se povećavaju u amplitudi sve dok ih ne ograniče uslovi kola proizvodeći distorziju signala. I tako postaje vrlo teško „podesiti“ oscilator.
Ipak, moguće je vratiti tačno odgovarajuću količinu napona za konstantne oscilacije amplituda. Ako vratimo više nego što je potrebno, amplituda oscilacija može biti kontrolisana pomičući pojačalo tako da, ukoliko oscilacije porastu u amplitudi, prednapon je povećan i pojačanje pojačala je smanjeno. Ukoliko se amplituda oscilacija smanji, prednapon se smanjuje, a pojačanje se povećava, povećavajući tako povraćaj. Na ovaj način, amplituda oscilacija se održava stalnom, koristeći proces poznat kao automatski bazno bajas (engl. Automatic Base Bias).
Velika prednost automatskog baznog bajasa u oscilatoru kontrolisanog napona je ta što se oscilator može napraviti efikasnijim obezbjeđujući prednapon klase B, a čak i prednapon klase C stanja tranzistora. Prednost je i u tome što strujni kolektor samo tokom jednog dijela kruga ima oscilacije, mirni strujni kolektor je veoma mali. Onda „samopodešavajuća“ osnovna kola oscilatora obrazuju jedan od najčešćih tipova LC (rezonantno kolo) paralelno rezonantno kolo povratne konfiguracije oscilatora nazvan kolo Hartli oscilatora.
U Hartli oscilatoru podešeno  (rezonantno kolo) kolo je povezano između elektrode i osnove pojačavača tranzistora. Što se tiče napona oscilatora, predajnik je povezan sa tačkom na podešenom kalemu kola. Povraćaj podešenog rezervoara kola je preuzet iz centralne tačke induktora namotaja, ili čak dva odvojena kalema u serijama, koje se paralelne sa promjenljivim kondezatorom , kao što je na gornjoj slici prikazano.

## Osnovno kolo Hartli oscilatora
Kada kolo osciluje, napon u tački X (elektroda), u odnosu na tačku Y (predajnik), je 180° van faze sa naponom u tački Z (baza) u odnosu na tačku Y. Na frekvenciji oscilovanja, impedansa nosivosti kolektora je otporna i povećanje napona u bazi prouzrokuje pad napona na kolektoru. Zatim, tu je promjena faze za 180° u naponu između baze i kolektora i to zajedno sa originalnom promjenom faze od 180° u povratnoj sprezi daje ispravan odnos faze pozitivne povratne informacije za oscilacije koje će se održavati.
Iznos povraćaja zavisi od položaja “tačaka račvanja” induktora. Ako je ovo pomjereno bliže kolektoru količina povraćaja se povećava, ali izlaz između kolektora i zemlje se smanjuje i obrnuto. Otpornici R1 i R2 pružaju uobičajene stabilizacije prednapona jednosmjerne (DC) struje za tranzistor na uobičajen način, dok kondezatori djeluju kao DC blokirajući kondezatori.
U prikazanom kolu Hartli oscilatora, DC kolektorska struja teče kroz dio kalema i iz tog razloga za kolo se kaže da je “napojeno u serijama”, sa frekvencijom Hartli oscilatora koja je data kao:
{\displaystyle f={1 \over 2\pi {\sqrt {L_{T}C}}}\,}
gdje je: {\displaystyle L_{T}=L_{1}+L_{2}+2M\,}
Napomena: LT je ukupna kumulativno združena induktivnost, ako su korišćena dva odvojena kalema, uključujući njihovu međusobnu induktivnost M.
Frekvencija oscilovanja se može podesiti promjenom “podešavanja” kondezatora C, ili mijenjanjem položaja gvožđa prašine jezgra unutar kalema (induktivno podešavanje) što daje izlaz u širokom opsegu frekvencija čineći ga na taj način vrlo lakim za podešavanje. Takođe, Hartli oscilator proizvodi izlaznu amplitudu koja je konstantna u cijelom frekventnom opsegu.
Kao što je i Hartli oscilator (iznad) napojen serijama, tako je moguće i povezati podešeno kolo rezervoara preko pojačavača kao šant – napojen oscilator kao što je prikazano u nastavku.

## Kolo Hartli oscilatora sa šantom
U šantom napojenom Hartli oscilatoru i naizmjenične (AC) i jednosmjerne (DC) komponente kolektorske struje imaju odvojene putanje oko kola. Kako je komponenta  struje blokirana kondezatorom C2, struja ne teče kroz induktivni kalem L, i manje energije je utrošeno u podešenom kolu. Radio frekvencija navoja (RFC), L2 je radio frekvencija prigušivača koji ima visoke reaktanse na frekvenciji oscilovanja, tako da većina radio frekvencija struje je primijenjena na LC podešavanje kola rezervoara preko kondezatora, C2 kao komponenta  struje koja prolazi kroz L2 napajanje. Otpornik može da se koristi mjesto RFC kalema L i L2, ali efikasnost će biti manja.

## Hartli oscilator u korišćenju OP-a
Kao i korišćenje bipolarnog spojnog tranzistora (BJT) kao pojačavača aktivne faze Hartli oscilatora, možemo takođe koristiti ili tranzistor sa efektom polja (FET) ili operacioni pojačavač (OP). Rad OP-a Hartli oscilatora je potpuno isti kao i za verziju tranzistora sa frekvencijom rada koja se izračunava na isti način. Razmotrimo sledeće kolo:

## OP kolo Hartli oscilatora
Prednost izgradnje Hartli oscilatora koristeći operacioni pojačavač kao njegovu aktivnu fazu je što povećanje pojačanja može se vrlo lako podesiti koristeći povratne otpornike R1 i R2. Kao i kod oscilatora tranzistora gore pomenutog, povećanje kola mora biti takođe jednako ili malo veće od odnosa L1/L2. Ako su dva induktivna kalema namotana na zajedničkom jezgru i ako postoji uzajamna induktivnost M, onda odnos postaje (L1 + M) / (L2 + M).

## Rezime Hartli oscilatora
Hartli oscilator se sastoji od paralelnog LC rezonantnog rezervoara kola čija je povratna veza ostvarena putem induktivne pregrade. Kao i većina kola oscilatora, Hartli oscilator postoji u više oblika, sa najčešćim oblikom poput kola tranzistora gore pomenutog sa kolom podešenog rezervoara koji ima kalem tako namješten da snabdjeva dio izlaznog signala nazad do predajnika tranzistora. Kako je izlaz predajnika tranzistora uvijek u „u fazi“ sa izlazom na kolektor, ovaj povratni signal je pozitivan. Frekvencija oscilovanja koja je napon sinusoidalnog oblika je određena rezonantnom frekvencijom rezervoara kola.

## Literatura
- Oscillation Generator, 1. 6. 1915 Непознати параметар |inventor-last= игнорисан (помоћ); Непознати параметар |inventor-first= игнорисан (помоћ); Непознати параметар |inventorlink= игнорисан (помоћ); Непознати параметар |patent-number= игнорисан (помоћ); Непознати параметар |country-code= игнорисан (помоћ); Непознати параметар |issue-date= игнорисан (помоћ)
- Langford-Smith, F. (1952), Radiotron Designer's Handbook (4th изд.), Sydney, Australia: Amalgated Wireless Valve Company Pty., Ltd.
- Record, F. A.; Stiles, J. L. (jun 1943), „An Analytical Demonstration of Hartley Oscillator Action”, Proceedings of the IRE, 31 (6), ISSN 0096-8390
- Rohde, Ulrich L.; Poddar, Ajay K.; Böck, Georg (maj 2005), The Design of Modern Microwave Oscillators for Wireless Applications: Theory and Optimization, New York, NY: John Wiley & Sons, ISBN 978-0-471-72342-4
- Vendelin, George; Pavio, Anthony M.; Rohde, Ulrich L. (maj 2005), Microwave Circuit Design Using Linear and Nonlinear Techniques, New York, NY: John Wiley & Sons, ISBN 978-0-471-41479-7